# Triodia tomentosa
Triodia tomentosa är en gräsart som beskrevs av Surrey Wilfrid Laurance Jacobs. Triodia tomentosa ingår i släktet Triodia och familjen gräs. Inga underarter finns listade i Catalogue of Life.